# Lego Modular Buildings

Ejemplo de un Edificio modular construido con piezas de legos.

Los edificios modulares son una serie de conjuntos de edificios de Lego introducidos en 2007. Creado en respuesta a retroalimentación y sugerencias de la comunidad de Adultos Seguidores de Lego (ASDL), y Adolescentes Seguidores de lego (ASDL), los conjuntos en esta serie son generalmente pretendidos para constructores más experimentados con conjuntos que contienen más de 2,000 piezas en total y haciendo uso de técnicas de construcción qué no habían sido probadas antes en ninguna colección. La colección de Edificios Modulares han sido recibidos con comprobaciones positivas, siendo considerados por los diseñadores de Lego y seguidores como "juguetes para adultos".

## Visión general
Toda la colección puede juntarse similar a un vecindario con varios edificios de pie adyacentes el uno al otro.   Los conectores son la base de los modelos están alineados para una conexión fácil con otros modelos en la serie.

### Historia
En 2006, se hizo una encuesta, apuntado a la comunidad ASDL. A la comunidad adulta se le preguntó por sus ideas y opiniones sobre el concepto que querrían ver en futuros modelos por parte de LEGO.  Algunas de las ideas entregadas fueron: más ciudad y edificios del día a día, estructuras con detalle más arquitectónico, edificios realistas, edificios a escala pequeña, sólidos y edificios cerrados... Estas ideas se tomaron en consideración y un año más tarde el primer conjunto en la serie de Edificios Modulares, La Cafetería de la esquina (Café Corner), se lanzó.  Un seguidor de LEGO fue invitado para proporcionar retroalimentación y sugerencias durante el diseño de aquel conjunto.

## Conjuntos

### Cafetería de la esquina (Café Corner)
Esquina de cafetería (número de conjunto: 10182) es el primer de la serie de Edificios Modular. Fue originalmente lanzado en abril del 2007 en un precio de EE.UU.$139. El conjunto contiene 2056 piezas y está recomendado para constructores de mínimo 10 años 

### Calle de mercado
Calle de mercado (número de conjunto: 10190) era el segundo de la serie de Edificios Modular y diseñado por holandés Lego seguidor Eric Brok.  Sea originalmente liberado como seguimiento a Esquina de Cafetería en 2007 y tasado en MSRP de EE.UU.$89. El conjunto contiene 1236 piezas y está recomendado para constructores 10 años de edad o más viejo.  Sea uno  de los primeros edificios principales. Las características de conjunto incluyen abrir puertas y ventanas, una puerta, un toldo tachado, y 3 minifigures. Técnicas de construcción adelantada utilizaron en Calle de Mercado incluye: torció escaleras, "secciones de pintura" desnudada en las paredes, pisos intercambiables, techo dado un paso belga/holandés, un sótano, ventanas de offset, y wrought hierro-decoración de mirada y puerta.

### Frutería
Frutería  (número de conjunto: 10185) era el tercer de la serie de Edificios Modular. Sea originalmente liberado en 2008 en un MSRP de EE.UU.$149/£99. El conjunto contiene 2352 piezas y está recomendado para constructores 16 años de edad o más viejo. Algunos de las características de conjunto incluyen un toldo azul y blanco, abriendo puertas y ventanas, detalló interiores a cada habitación, una terraza de techo, una escapada de fuego, acceso a un patio detrás del edificio, y 4 minifigures. Técnicas de edificio adelantado utilizaron en La frutería incluye utilizar piernas de esqueleto negro y martillos para hacer railings, utilizando negros spear pistolas cuando railings para la escapada de fuego, utilizando un paddle para un péndulo en un reloj de abuelo, y utilizando bisagras para hacer una ventana de bahía.

### Brigada de fuego
Brigada de fuego (número de conjunto 10197), liberado en septiembre de 2009, era el cuarto conjunto en la serie de Edificios Modular. El conjunto contiene 2231 piezas, estuvo tasado en MSRP EE.UU.$149/149€, y está recomendado para constructores 16 años de edad o más viejo. Modeled Para parecer un realista @1930s estación de fuego, el conjunto incluye un campanario, una puerta de garaje de apertura, un @1930s fuego de estilo camión, y 4 minifigures con un fuego-perro. Como Verde Grocer, todos los  pisos en el conjunto de Brigada del Fuego son plenamente amuebló. La Brigada de Fuego es el primer Modular de venir con un vehículo, el fuego de @1930s estilos camión. El conjunto también incluye algunos piezas nuevas , únicas, como cascos de fuego del oro y una puerta de garaje corredera roja.

### Magnífico Emporium
Magnífico Emporium (número de conjunto 10211), liberado en Marcha 2010, es el quinto conjunto en la serie de Edificios Modular.  El conjunto contiene 2182 piezas, estuvo tasado en MSRP EE.UU.$149/149€ y está recomendado para constructores 16 años de edad o más viejo.  Modeled Para parecer un departamento de siglo XX temprano realista tienda, el conjunto incluye un realista exterior con una posición de helado, exhibiciones de ventana de la tienda, ventana washer plataforma, y rooftop cartelera.  Detalles de interior para el edificio de tres pisos incluyen un escalator, vistiendo habitación, y un surtido ancho de "merchandise."  Está construido como edificio de esquina del bloque, de modo parecido a Esquina de Cafetería, Cine Palacio y Banco de Ladrillo. hay 7 minifigures, incluyendo dos aquello está decorado con caras de espacio para parecer maniquíes.

### Tienda de mascota
Tienda de mascota (número de conjunto 10218), liberado en mayo de 2011, es el sexto conjunto en la serie de Edificios Modular.  El conjunto contiene 2032 piezas, estuvo tasado en MSRP EE.UU.$149/149€, y está recomendado para constructores 16 años de edad o más viejo. Es el primer conjunto  en la serie que es de hecho hecho fuera de dos edificios que separados utilizando el mismo Technic alfileres que enlace el resto del modulars junto. Pueden ser invertidos o separados y envueltos alrededor de otro edificio. El edificio marrón es un Brownstone casa de ciudad del estilo con piso de tierra elevada (atop un crawl-espacial abajo); y la arena el edificio azul es la Tienda de Mascota . El edificio marrón es el edificio único , con la excepción de Calle de Mercado, aquello tiene un sótano. Hay una característica especial en la Tienda de Mascota en el piso de tierra, donde la escalera puede ser plegada fuera para más habitación de acceso para jugar (esto era un asunto  con Calle de Mercado). hay 4 minifigures, 2 loros, un perro, un gato, y un tanque de pez con goldfish. El conjunto también incluye 3 huesos de perro, una pelota, un juguete de rana, un birdhouse, un cubo y un cepillo. Hasta el Banco de Ladrillo, esto era también el conjunto más corto por altura y posiciones en justos encima 25 cm. El próximo más alto modular es Calle de Mercado en 33 cm. El conjunto incluye un interior lleno que incluye un lavabo, cama, cocina y chimenea.

### Ayuntamiento
Ayuntamiento (número de conjunto 10224) estuvo liberado en Marcha 2012 y es el séptimo conjunto en la línea de Edificio Modular. El conjunto contiene 2766 piezas y está recomendado para constructores 14 y encima. Es el conjunto Modular más alto , tomando el título del Verde Grocer—habiendo tres pisos con generalmente techos más altos que la norma, más un reloj y campanario en el techo. Contiene muchos detalles de interior, como un ascensor laborable, junto con mesas de tablero y balcones para mirar al piso abajo. Junto con muchos el interior decor detalla el edificio presenta el pilastered pórtico y fachada de ladrillo tratamientos de Estados Unidos arquitectura de Resurgimiento Colonial. La 1891 fecha en el edificio representa el año de nacimiento del fundador de LEGO y cuándo invertido,  es el año de nacimiento  del diseñador, Astrid (1981). El conjunto estuvo tasado en £149.99/EE.UU.$199.99/179.99€ cuándo liberados por LEGO encima 16 de febrero de 2012. hay ocho minifigures en el conjunto que incluye un par de boda. El conjunto tuvo un global discontinuation fecha de 31 de diciembre de 2014 y tuvo un mucho más corto lifespan que sus predecesores.

### Cine de palacio
Cine de palacio (número de conjunto 10232) estuvo liberado en Marcha 2013 en un MSRP de EE.UU.$149/139€. Es el octavo conjunto  en la línea de Edificio Modular y el tercer edificio de esquina. El conjunto contiene 2194 piezas y presenta homenaje arquitectónico a la arquitectura de Resurgimiento egipcia del siglo XX temprano, albeit con chino-como las apropiaciones culturales similares a Hollywood  Grauman  Teatro chino. Cuando tal también presenta Paseo de Hollywood de tipo de Fama azulejos de estrella imprimida para la acera exterior—LEGO elementos que después de retirarse en 2017 re-emergido para decorar el amuralla 2018  Céntrico Diner. Cine de palacio es el primer Edificio Modular  puesto para ser liberado con el LEGO Creador marca Experta en su caja y era el primer para incluir pegatinas (opposed a todo decoró elementos siendo fábrica-imprimido). Algunos de estos es carteles de película que contienen LEGO "easter huevos" en-chistes como el ubiquitous ladrillo separator la herramienta utilizó para desmontar (Godzilla-como "El Ladrillo Separator"), el que consume tiempo ordenando de LEGO elementos ("Para siempre Ordenando"), y LEGO  icónico 1990 Aeropuerto rojo Shuttle #6399 conjunto ("Misterio En El Monocarril"). También, Cine de Palacio era el primer de los conjuntos de Edificio Modulares para tener solo dos pisos (albeit con techos más altos que la norma) en vez del habitual tres; y el segundo (de tres Modulars cuando de 2018) para incluir un vehículo: un coche negro styled loosely en un convertible Buick. 

### Restaurante parisiense
Restaurante parisiense (número de conjunto 10243) es el noveno conjunto en la línea de Edificio Modular y estuvo liberado en enero de 2014 en un MSRP de EE.UU.$159/149€. Este conjunto contiene 2469 piezas y tiene un plenamente stocked, azul y cocina enladrillada blanca con la vajilla que sirve dos mesas de interior, dos calle-mesas de lado (en un patio enladrillados en un diseño sutil con la palabra "CHEZ"), y dos terraza superior mesas. En el primer piso superior (nivel de terraza) es como un apartamento con atracción-abajo Murphy cama, kitchenette y chimenea. En el piso superior es el artista   estudio que incluye un calentador de hierro del reparto, caballete, pincel y dos trabajos de Mondrian-estilo arte Modernista. Fuera de la escalera de piso superior dirige abajo a la terraza de techo para diners tachado con colgar linternas y flores. Esto pone también incluye duro-a-encontrar ladrillo y cruasanes blancos elementos en verde de oliva, rojo azul y oscuro oscuro. Los detalles exteriores adelantados incluyen fachada con el cruasán que detalla, acera, banco, patinete e incluso un dumpster y la basura puede en el atrás.

### La oficina del detective
La oficina del Detective (número de conjunto 10246) es el décimo conjunto en la línea de Edificio Modular y estuvo liberado 1 de enero de 2015 en un MSRP de EE.UU.$159/149€.  Este conjunto contiene 2262 piezas. Contiene la oficina de un detective, una tienda de barbero nombró "Al es", una habitación de piscina "de mesa" de billares, y un upstairs apartamento. La señal de" el "Al se parece a el varios ladrillo-construido lettering señales de la Tienda de Mascota, Ayuntamiento, y Brigada de Fuego. La señal "de Piscina" presentada utiliza una técnica de edificio nunca utilizada antes de que. Dentro de la habitación de piscina presenta un seguidor, una mesa de piscina, y un tablero de dardo. Las pistas de características de oficina de detective, un gabinete, y un espacio de almacenamiento secreto detrás de un cuadro. La tienda de barbero presenta un espejo, tijeras, luces, y sillas para clientes. El apartamento aguanta un lavabo de estilo viejo y una cocina pequeña. Este Modular varía de edificios anteriores en aquel  introduzca características de juego de un secretive o "naturaleza" ilícita:  tiene compartimentos secretos que deja contrabando de galleta durante el edificio. También es diferente porque  es el primer Modular de tener dos edificios en el mismo baseplate (la asamblea Cuadra ser el otro). El frente del edificio presenta una posición de diario, un árbol, y 2 balcones. Incluye 6 minifigures.

### Banco de ladrillo
Banco de ladrillo (número de conjunto 10251) es el undécimo conjunto en la línea de Edificio Modular y es el más corto Modular en altura y la cuarta esquina de bloque edificio. Esté liberado encima 1 de enero de 2016 y tasado en MSRP EE.UU.$169/149€. Este conjunto contiene 2380 piezas. Como el Cine de Palacio  contiene solo dos amuebló pisos (albeit con los techos altos compararon a la norma). 

### Plaza de asamblea
Plaza de asamblea (número de conjunto: 10255) es el duodécimo conjunto en la línea de Edificio Modular. Esté liberado el 1 de enero de 2017 en un MSRP de EE.UU.$279/239€. Este conjunto contiene el más piezas de cualquier conjunto Modular anterior en 4002 piezas así como la mayoría de minifigures: 9 (justo apenas por ser el tercer LEGO liberación de conjunto para incluir un niño). 

### Céntrico Diner
Céntrico Diner (número de conjunto: 10260) es el decimotercero conjunto en la línea de Edificio Modular. Esté liberado el 1 de enero de 2018 y contener 2,480 piezas con un MSRP de EE.UU.$169/149€. Este edificio reintroduces el teal color (qué LEGO las llamadas Brillantes Blueish Verde) que no había sido en producción desde entonces 2008. El primer nivel de este edificio es un @1950s-estilo diner. Tiene una ventana de frente torcida, taburetes de barra roja, un clásicos bubbler-estilo jukebox, fuente de refresco-contador equipado, y una cocina de plan abierto.

## Relación de conjuntos

### Mini Modulars
Lego Diseñador Jamie Berard creado muchos Modulars Edificios y decididos para hacer un mini versión de su conjunto para divertido. Cinco de estos era entonces liberado como conjunto solo 10230 conteniendo 1356 piezas, cada cual uno en un 8x8 baseplate, haciéndoles trimestre-escala con respetar a los edificios originales. Inicialmente este conjunto era para Lego Grupo VIPs solo, pero más tarde devenga disponible para venta general.

### Ninjago Ciudad
Ninjago Ciudad (número de conjunto 70620), un grande 4867 conjunto de pieza, estuvo liberado en agosto tardío en un MSRP de EE.UU.$299/299€ para coincidir con la liberación del Lego Ninjago Película. A pesar de que no anunciado como edificio modular,  presenta la misma estructura como el regular modulars con un 32x32 stud baseplate, construyendo conectores y un río que empareja las mismas dimensiones como la acera. Es un enorme modelo de 3 niveles con cada nivel themed de manera diferente. El nivel inferior contiene un viejo fashioned mercado de pez; el nivel medio contiene una tienda de cómic moderna, restaurante de cangrejo y una tienda minorista; y el nivel superior contiene un sushi restaurante con un moderno asiático-estilo restroom—coronado con una "Puerta de Dragón" (ve Feng shui) y asamblea de comunicaciones—así como un apartamento viviente pequeño para el título "Verde Ninja" carácter Lloyd Garmadon y su madre. El conjunto viene con 16 diferente minifigures.

## Retos
Un reto afrontado por los diseñadores de estos conjuntos es que no son capaces de trabajar con la paleta llena de Lego los ladrillos y los colores nunca producidos cuándo diseñando.  En cambio  están limitados a los ladrillos y colores actualmente en producción por Lego en el tiempo del diseño de producto.  Cuando un ejemplo, para Esquina de Cafetería, el diseñador quiso incluir una pieza de bicicleta en el conjunto, pero en el tiempo, la máquina que piezas de bicicleta hecha estuvo rota.  Tenga que ser fijado en orden para el diseñador para ser capaz de incluir la pieza en su diseño.  Con Calle de Mercado, el diseñador de seguidor estuvo limitado a solo los ladrillos y combinaciones de color disponibles cuando 'componentes activos,' ladrillos de significado que era ya en producción.  Ningún ladrillo nuevo podría ser introducido.

## Recepción
La serie de Edificios Modular está vista por Lego diseñadores y sitios de seguidor como "juguetes para adultos". Revisiones de producto han sido muy positivas con las críticas más grandes siendo precio y grado  de dificultad.  Con Esquina de Cafetería, uno reviewer renegado que el interior del edificio era bare de cualquier acabado.  Esta queja estuvo dirigida en modelos más tardíos como Verdes Grocer, el cual había acabado detalles de interior incluyeron en cada de sus tres pisos.